# Zürichs pendeltåg
|  |  | Station on track |

|  | Unknown BSicon "STR+l" | Unknown BSicon "ABZglr" | Unknown BSicon "STR+r" |

|  | Straight track | Straight track | Unknown BSicon "tSTRa" |

|  | Unknown BSicon "tSTRa" | Straight track | Unknown BSicon "tSTR" |

|  | Unknown BSicon "tSTR" | Unknown BSicon "tSTRa" | Unknown BSicon "tSTR" |

|  | Unknown BSicon "tSTRe" | Unknown BSicon "tSTRe" | Unknown BSicon "tSTR" |

| Unknown BSicon "tSTR+r" | Unknown BSicon "ABZg+r" | Station on track | Unknown BSicon "tSTR" |

| Unknown BSicon "tSTRe" | Station on track | Straight track | Unknown BSicon "tSTR" |

| Station on track | Straight track | Straight track | Unknown BSicon "tSTR" |

| One way leftward | Unknown BSicon "ABZg+r" | Straight track | Unknown BSicon "tSTR" |

| Unknown BSicon "STR+r" | Unknown BSicon "ABZg+l" | Unknown BSicon "ABZgr" | Unknown BSicon "tSTR" |

| Unknown BSicon "tSTRa" | Unknown BSicon "ABZgl" | Unknown BSicon "ABZg+r" | Unknown BSicon "tSTR" |

| Unknown BSicon "tBHF" | Unknown BSicon "tSTRa" | Straight track | Unknown BSicon "tSTR" |

| Unknown BSicon "tKBHFe-L" | Unknown BSicon "tBHF-M" | Unknown BSicon "KBHFe-R" | Unknown BSicon "tSTR" |

|  | Unknown BSicon "tABZgl" | Unknown BSicon "tSTRq" | Unknown BSicon "tSTRr" |

|  | Unknown BSicon "tSTRe" |

|  | Station on track |

|  | Unknown BSicon "tSTRa" |

|  | Unknown BSicon "tABZgl" | Unknown BSicon "tSTR+r" |  |

|  | Unknown BSicon "tSTRe" | Unknown BSicon "tBHF" |  |

|  | Station on track | Unknown BSicon "tSTRe" |  |

Zürichs pendeltåg (tyska: S-Bahn Zürich) trafikerar ett pendeltågssystem Zürich, Schweiz och som sträcker sig utanför Zürichs storstadsområde och ända in i Tyskland.  Nätverket har expanderat kraftigt sedan invigningen 1990 och består idag av 26 linjer. Det är ett av de pendeltågsnät i världen som har flest linjer. Vid Zürich Hauptbahnhof möts de flesta linjerna i olika våningsplan och flera linjer går i tunnlar under Zürich.

## Historik
Den 27 maj 1990 togs S-Bahn i drift. ZVV inledde ett samarbete så att det blev möjligt att resa på S-Bahn, bussar och spårvagnar med bara en biljett. En ny sträcka invigdes från Zürich Hauptbahnhof genom Hirschengraben-tunneln till Stadelhofen, där linjen förgrenar sig till Tiefenbrunnen och vidare genom Zürichberg-tunneln till en underjordisk station i Stettbach med en förbindelse till befintliga järnvägslinjer i Dietlikon Dübendorf. Under den befintliga Zürich Hauptbahnhof, som var byggd som en slutstation, byggdes en ny underjordisk station med fyra genomgående spår (även kallad Museumstrasse station). Detta gjorde det möjligt att binda ihop befintliga förortslinjer från olika håll. Stadelhofen-stationen designades av den då mycket unga spanska arkitekten och civilingenjören Santiago Calatrava och utvidgades till att bli en arkitektoniskt prisbelönt S-Bahn-station.
14 juni 2014 öppnades ytterligare en genomgångsstation (även känd som Löwenstrasse station) med fyra genomgående spår under Zürich Hauptbahnhof och Weinbergtunneln till Oerlikon. 

## Bilder

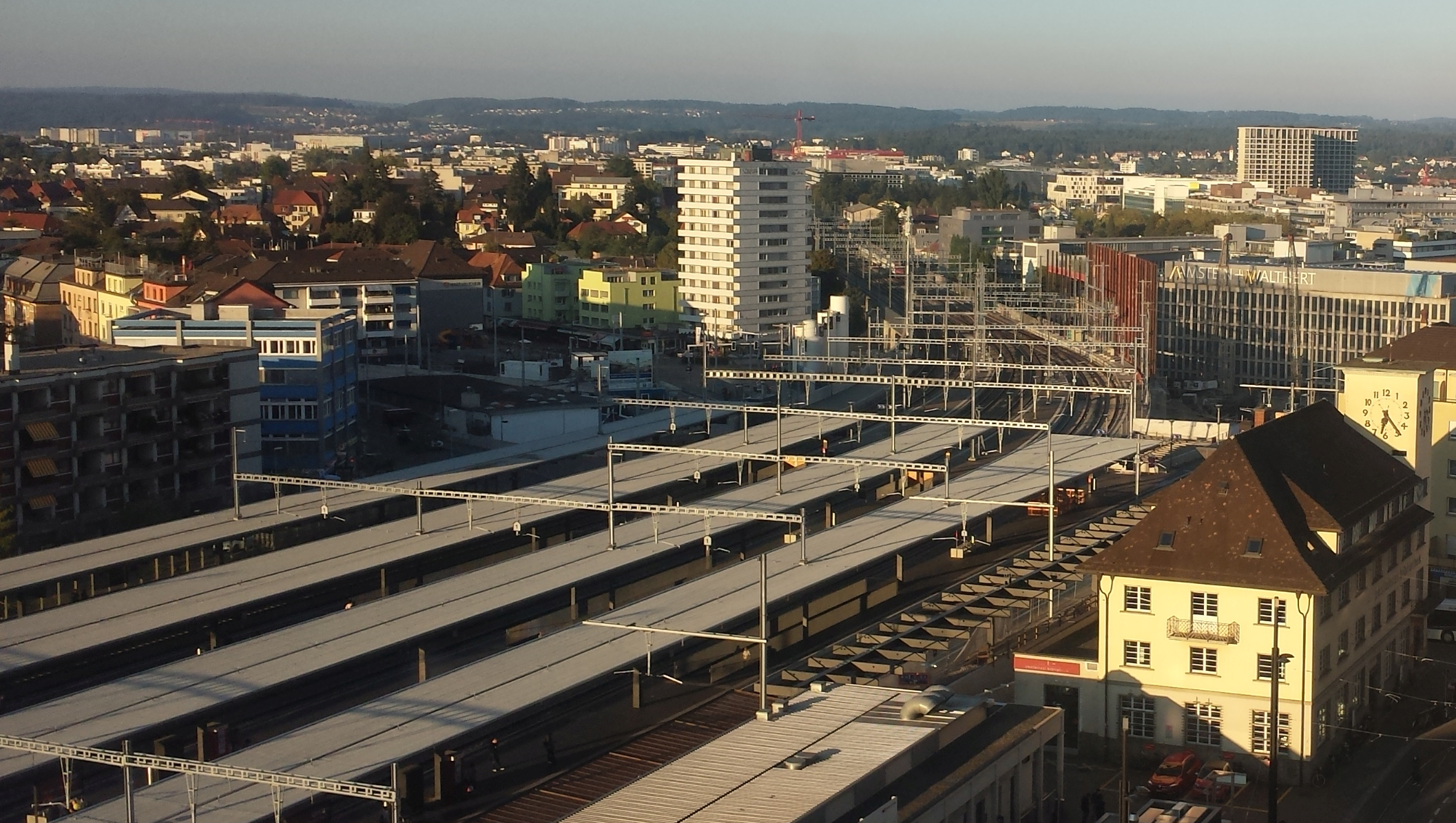
Oerlikon
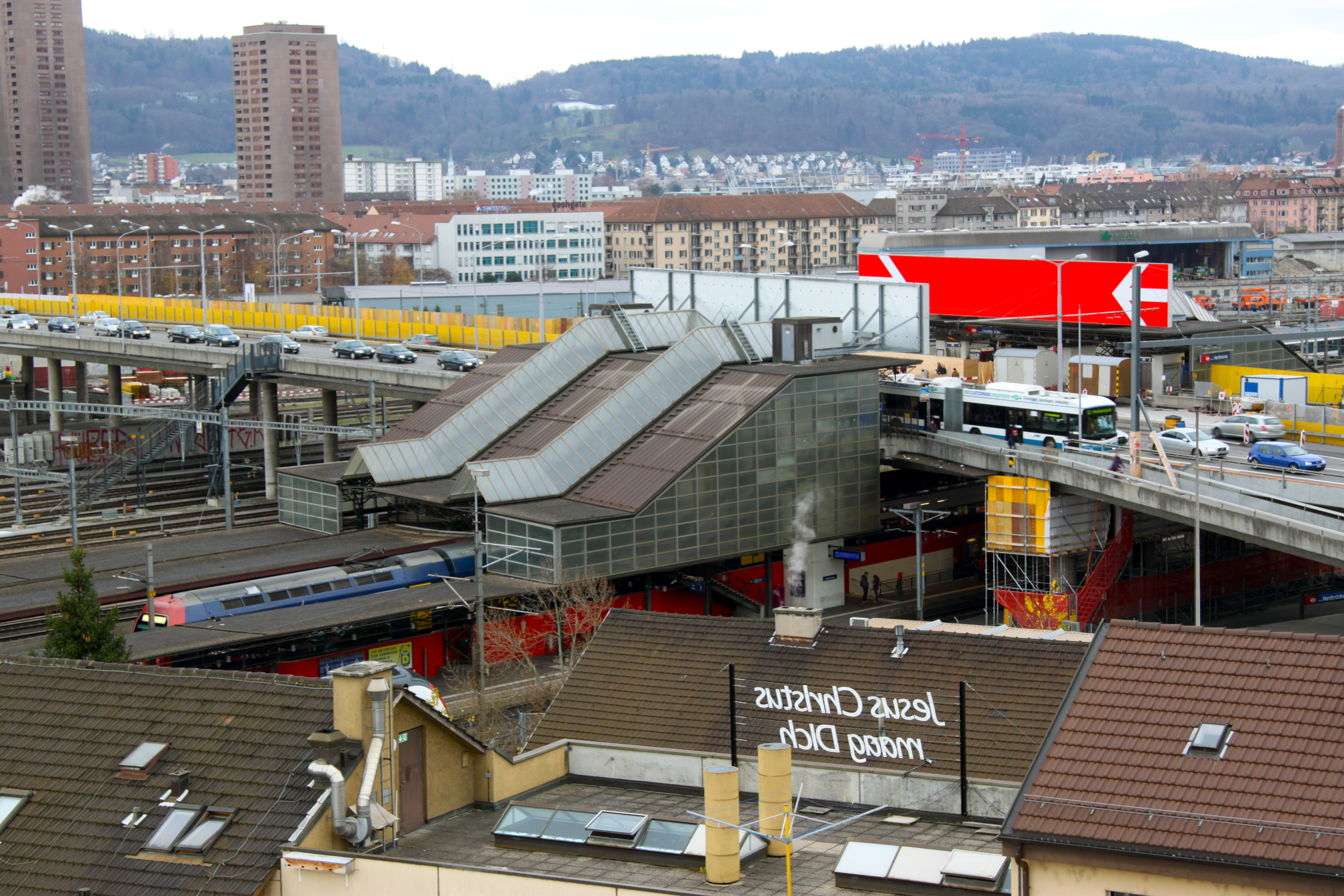
Hardbrücke
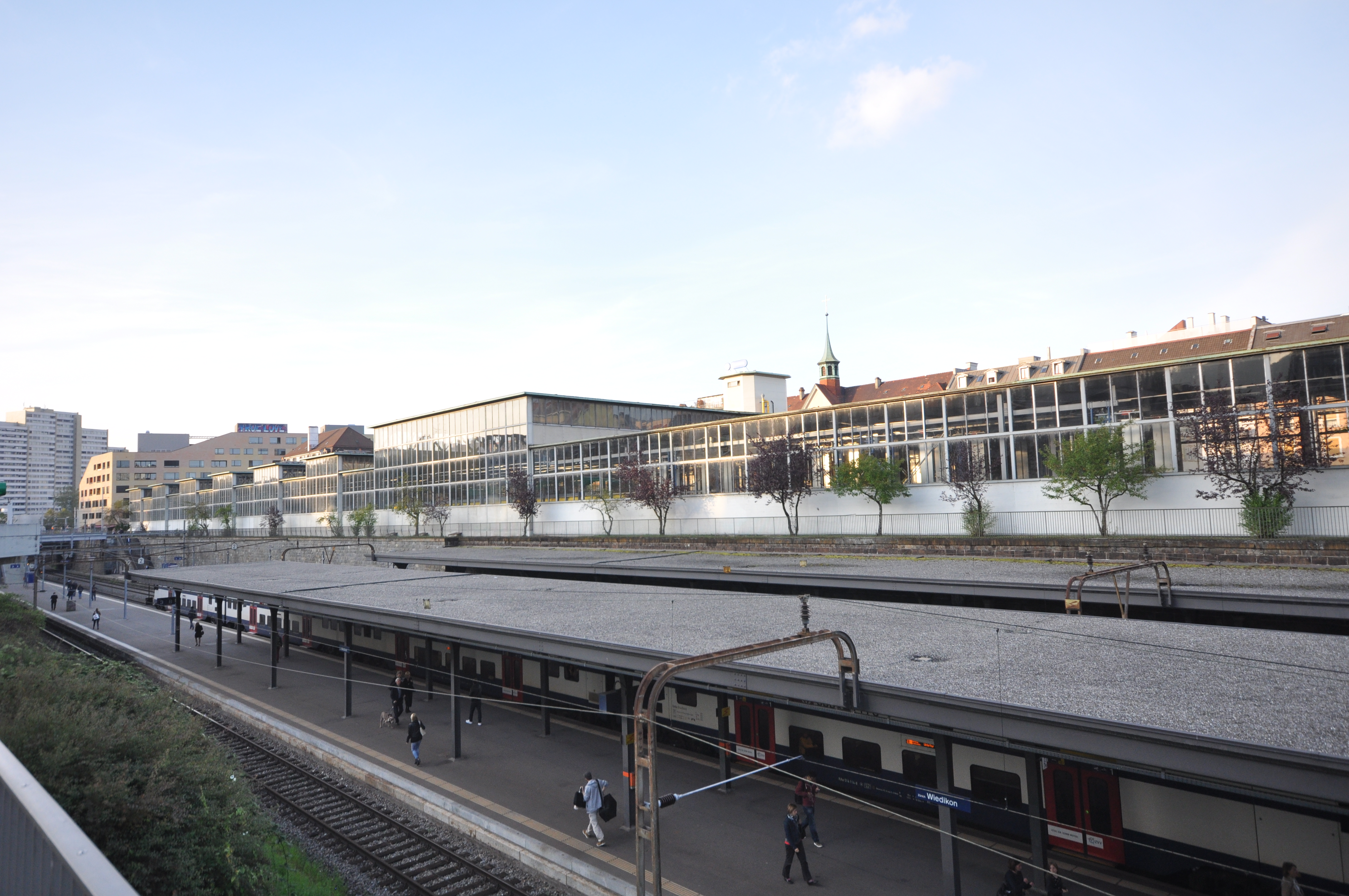
Wiedikon
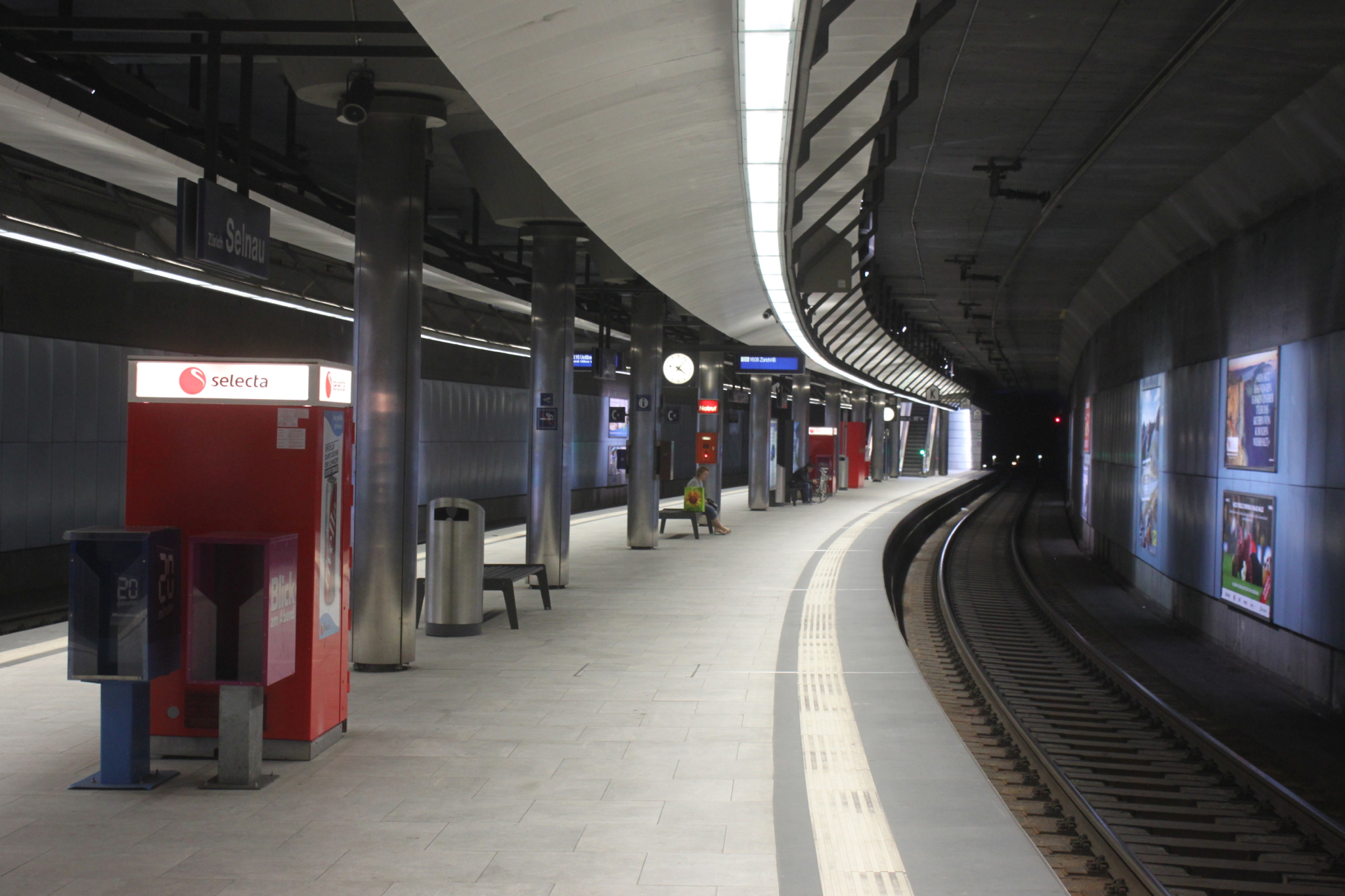
Selnau
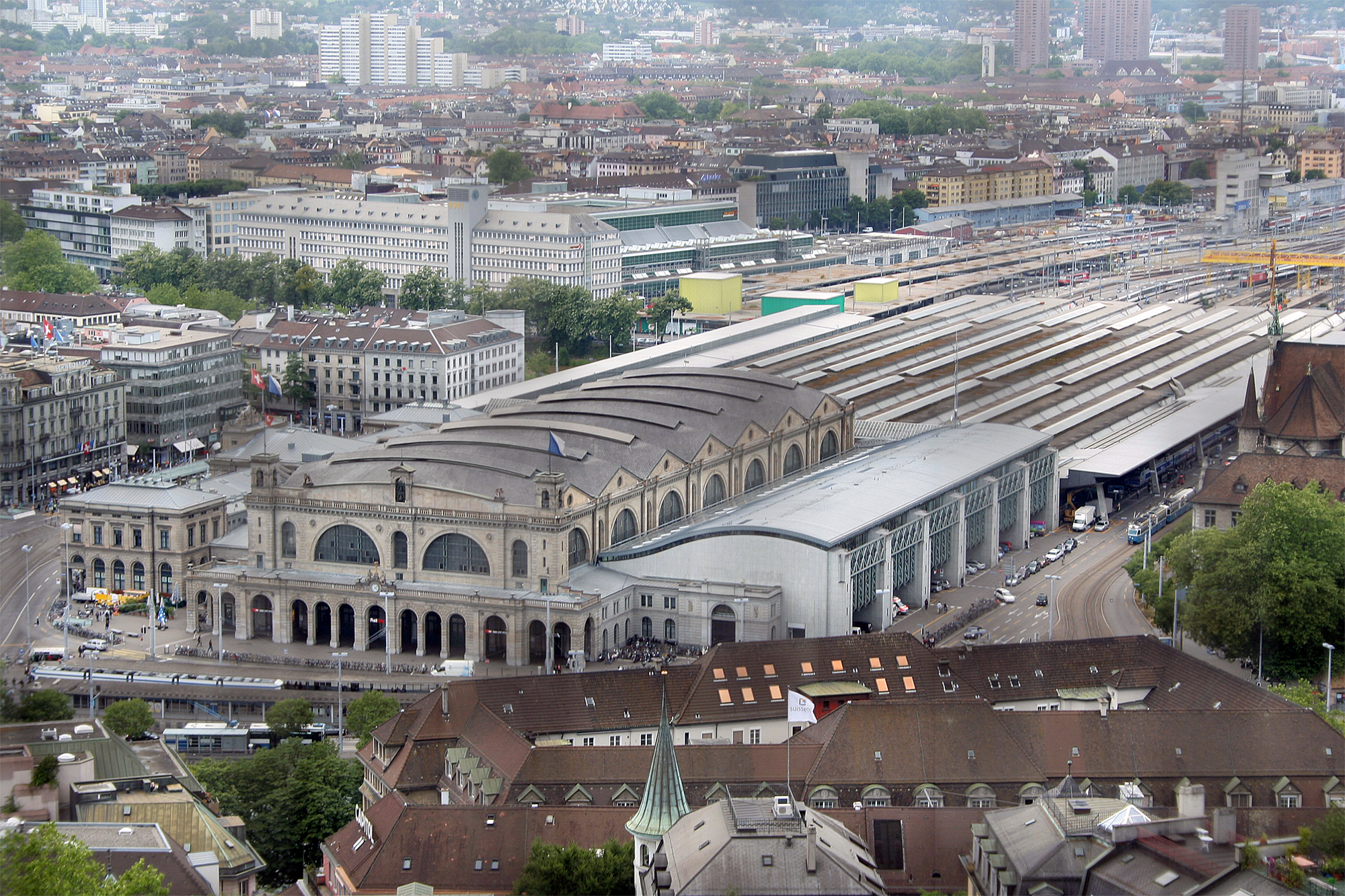
Zürich Hauptbahnhof
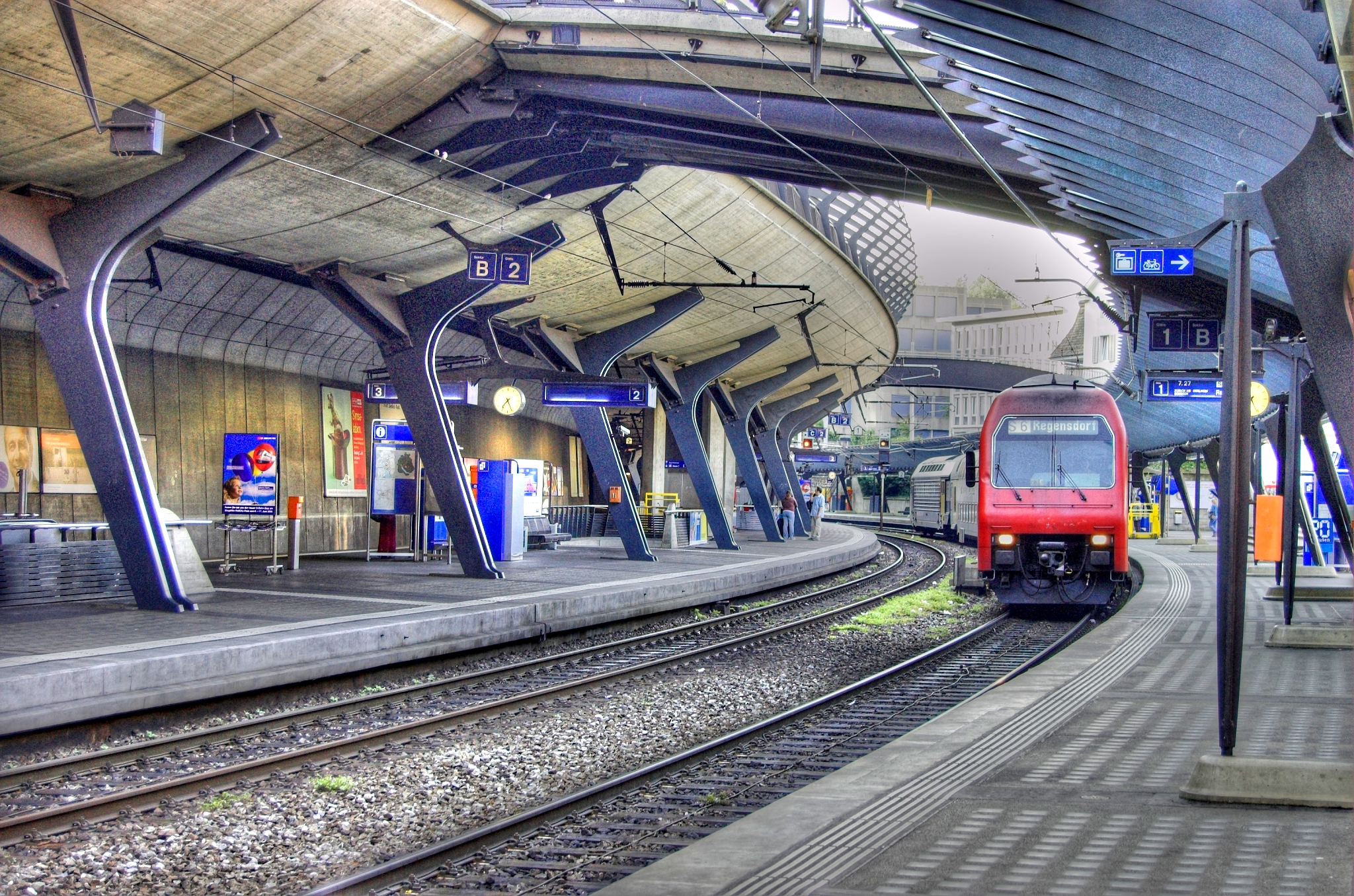
Stadelhofen
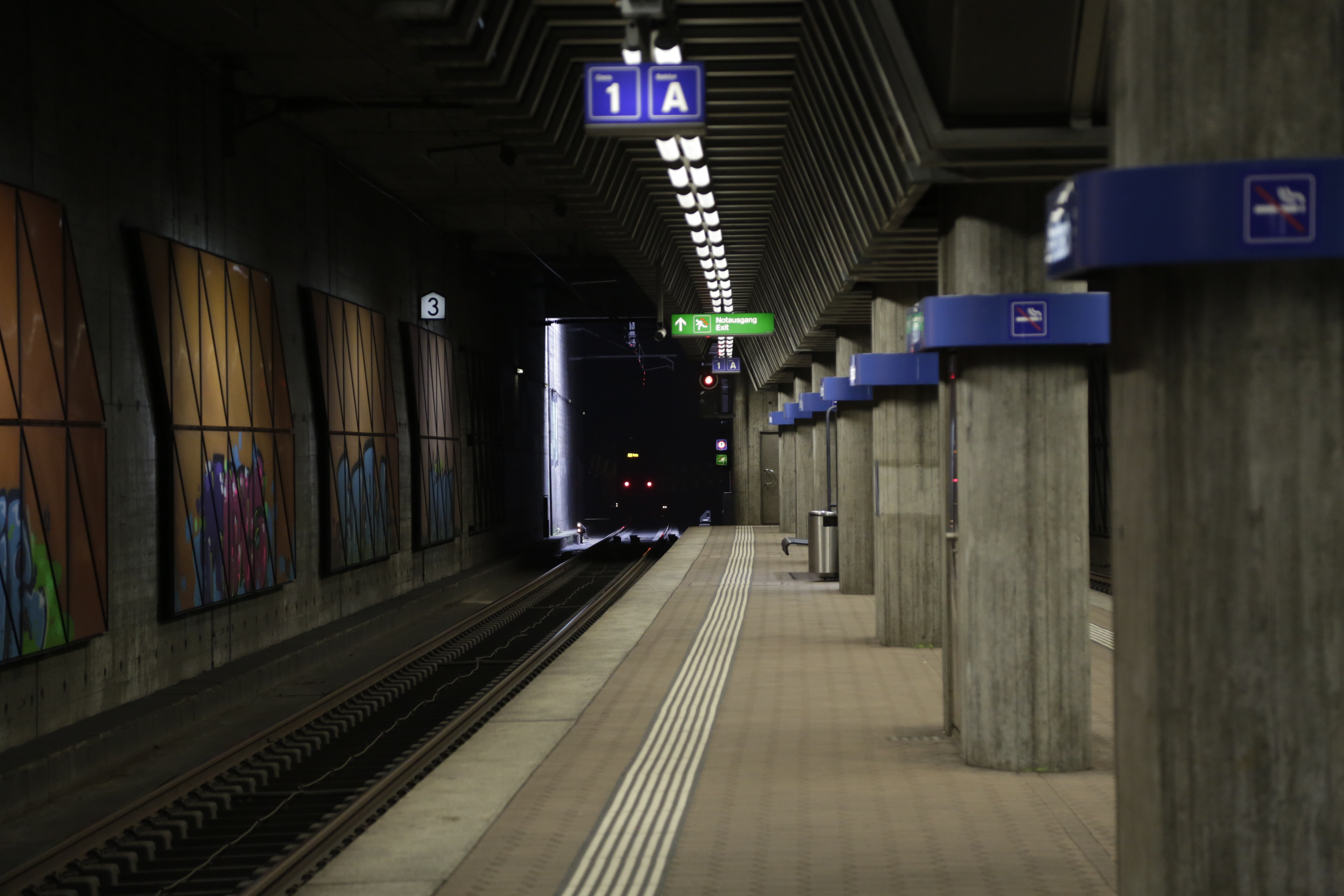
Stettbach
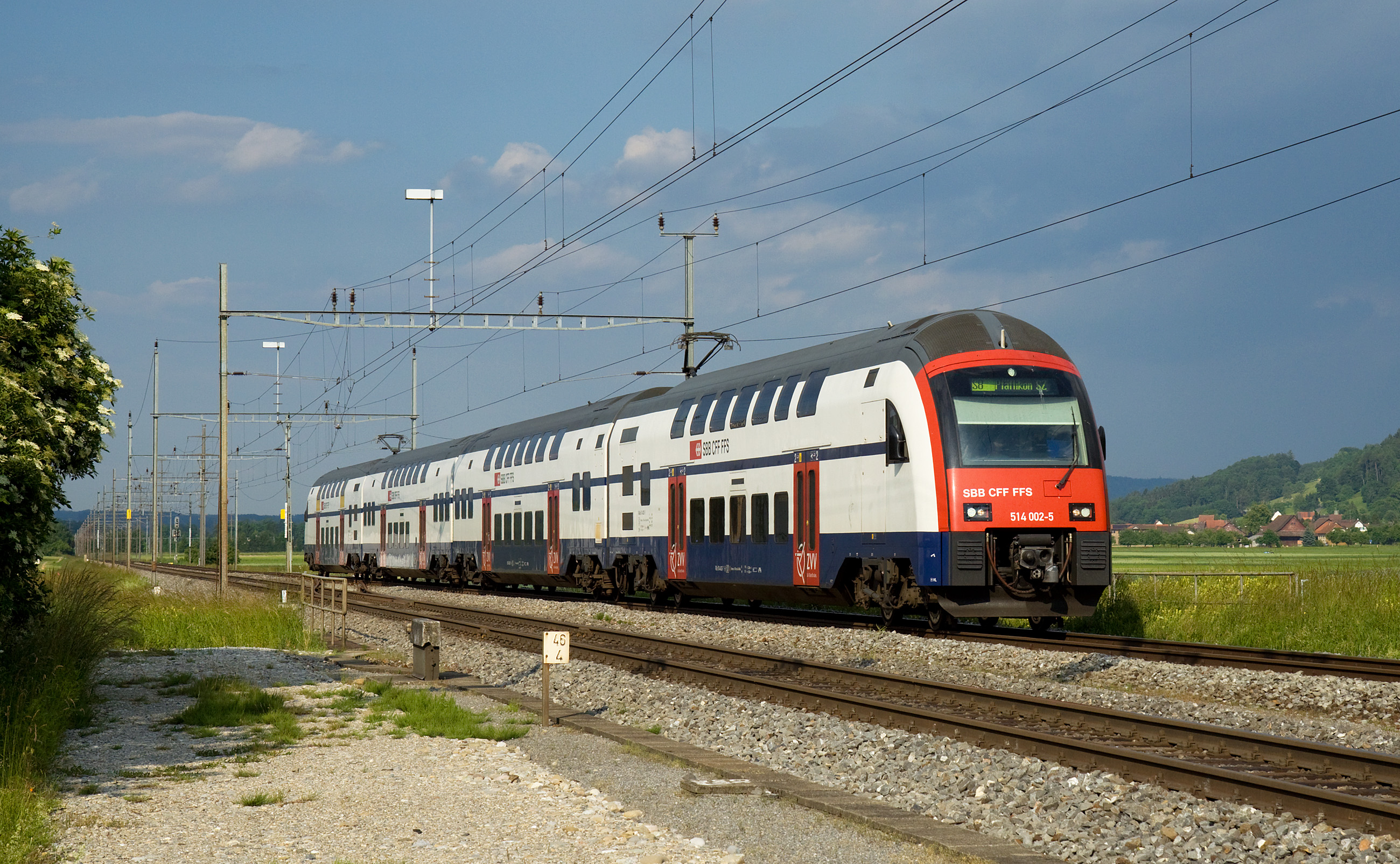
RABe 514-tåg
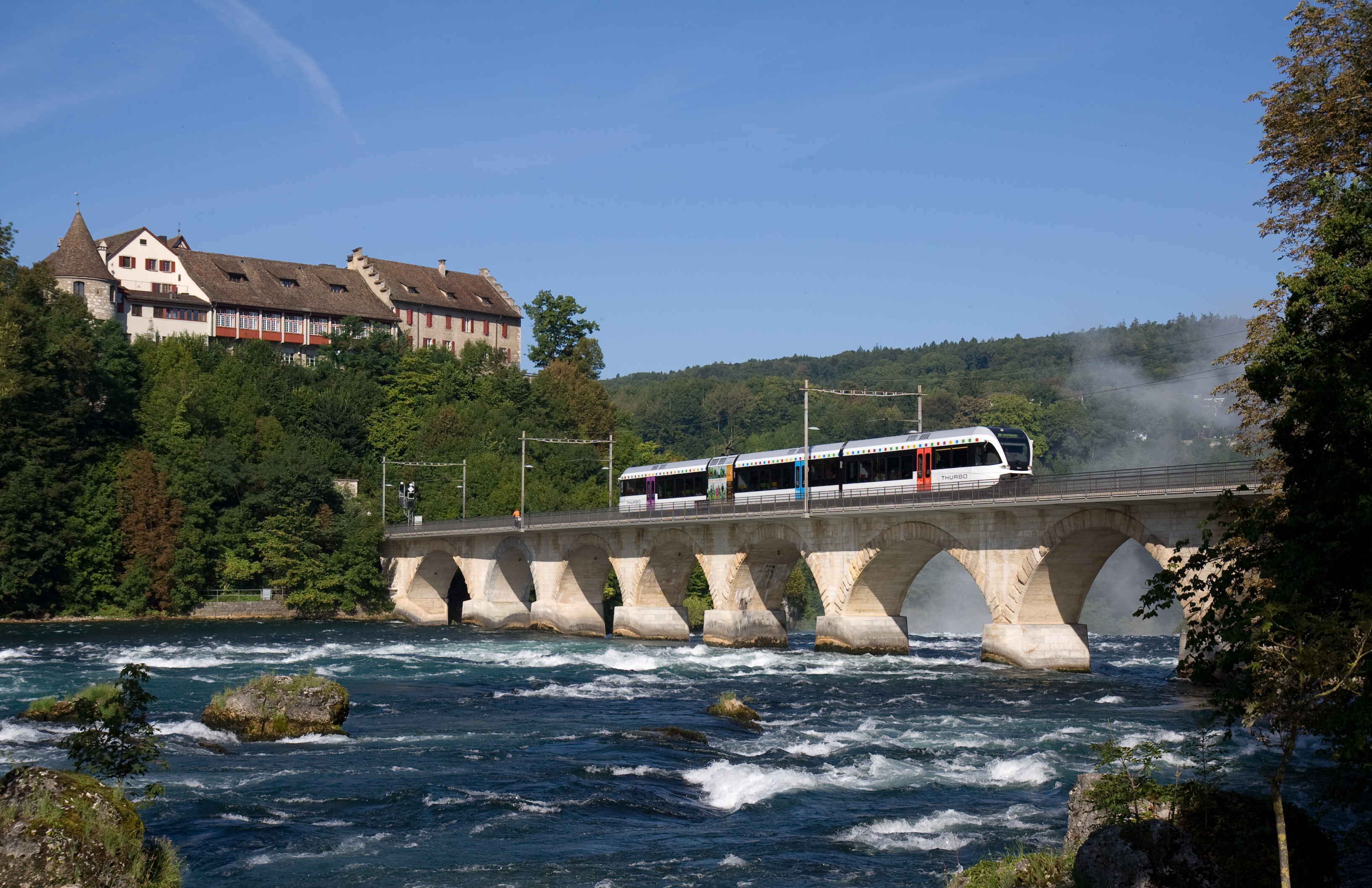
Thurbo GTW 28-tåg